# Asturiano central

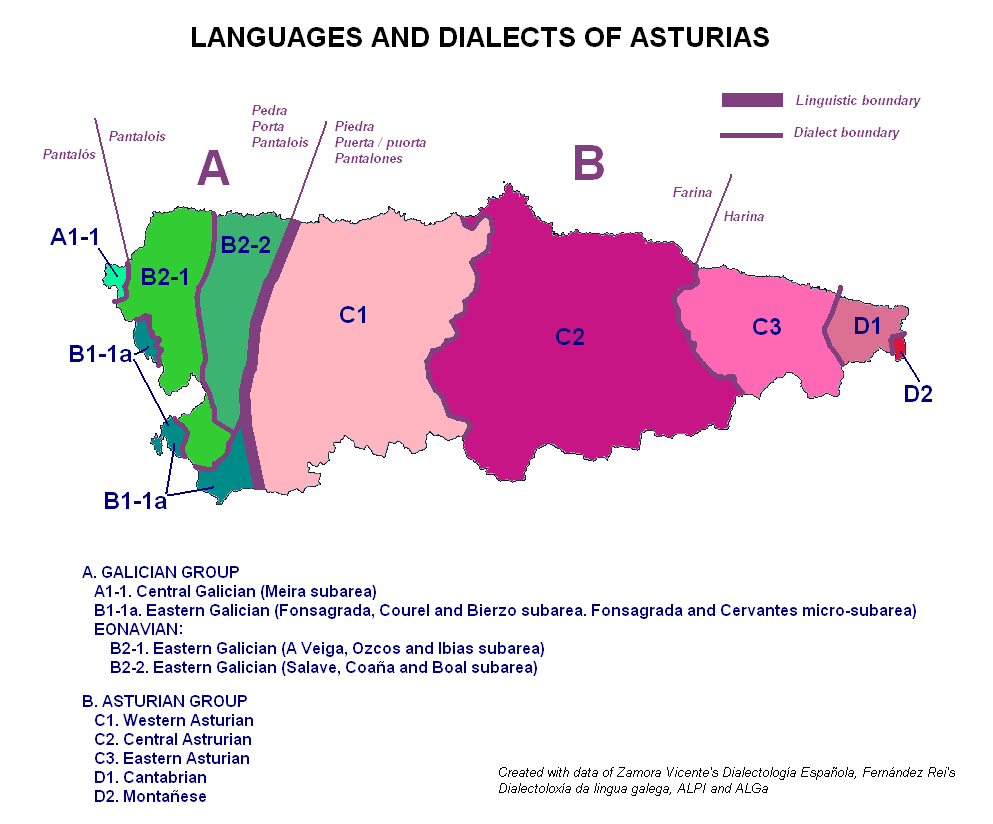
Mapa de lenguas en Asturias.

El asturiano central es considerado el modelo de lengua escrita y, teóricamente, es el que posee mayoría de hablantes del idioma asturiano, aunque otros lingüistas afirman que es el asturiano occidental el que tiene más hablantes, además de mayor extensión y, que en Asturias, es el que ha permanecido más invariable a lo largo del tiempo.[cita requerida]

## Características
- Conserva la "f-" latina, frente al oriental que la aspira: fame, fumu (ast. or. ḥame, ḥumu)
- Los diptongos decrecientes son monoptongados: cosa, carpinteru
- Los femeninos plurales se hacen con -"es": les cases, les vaques
- Diptongación de "o" única: puerta
- Palatalización, como el resto del asturleonés, de "l" inicial latina semejante a la catalana: lluna, llobos.
- Posee tres terminaciones para masculino, femenino y neutro, pero existe el llamado "neutro de materia", aplicado a sustantivos incontables, por lo que existe una concordancia especial: l'home vieyu, la muyer vieya, lo vieyo; un fierru (un trozo concreto de hierro, una barra, masculino), el fierro ("en Vizcaya hai muncho fierro", la materia en general, neutro), la xente mozo, la xente vieyo, la ropa sucio, el tiempu malo, el lleche cuayao, el pañu bono (neutro de materia).

En algunas comarcas de Asturias (fundamentalmente Carreño, Gozón, Mieres, Lena, Aller, Riosa, Morcín y parcialmente Langreo) se conserva, aunque en claro retroceso, un fenómeno antiguamente más extendido por todo el dominio lingüístico, que es la metafonía vocálica, consistente en que el timbre cerrado de la vocal final provoca el cierre de la sílaba anterior, produciendo A > E (también A > O), E > I y O > U. Esta metafonía, como es lógico, sólo la produce el masculino singular: guetu (o también gotu), gata, gatos, gates; pirru, perra, perros, perres; utru, otra, otros, otres.
- Datos: Q3573519